# يوجي راكوتن
يوجي راكوتن (باليابانية: 六反 勇治) (10 أبريل 1987 في كاغوشيما في اليابان – )؛ هو لاعب كرة قدم ياباني سابق كان يلعب كحارس مرمى.

## وصلات خارجية
- يوجي راكوتن على موقع رابطة كرة القدم اليابانية للمحترفين (اليابانية)
- يوجي راكوتن على موقع قاعدة بيانات كرة القدم.إي يو (الإنجليزية)
- يوجي راكوتن على موقع Soccerway.com (الإنجليزية)
- يوجي راكوتن على موقع كووورة